# Киричек, Сергей Дмитриевич
Сергей Дмитриевич Киричек (1923—1992) — сержант Рабоче-крестьянской Красной Армии, участник Великой Отечественной войны, Герой Советского Союза (1945).

## Биография
Сергей Киричек родился 24 декабря 1923 года в селе Новоселица (ныне — Семёновский район Полтавской области Украины). Окончил семь классов школы, затем учился в школе фабрично-заводского ученичества. С 1940 года Киричек работал слесарем на заводе имени 1 мая в Васильковском районе Днепропетровской области Украинской ССР. В 1941 году Киричек был призван на службу в Рабоче-крестьянскую Красную Армию. С декабря того же года — на фронтах Великой Отечественной войны. Принимал участие в боях на Западном, Воронежском и 1-м Украинском фронтах. К апрелю 1945 года гвардии сержант Сергей Киричек командовал орудием 319-го гвардейского истребительно-противотанкового артиллерийского полка 7-й гвардейской отдельной истребительно-противотанковой артиллерийской бригады 3-й гвардейской армии 1-го Украинского фронта. Отличился во время боёв в Германии.
17 апреля 1945 года, когда под городом Форст немецкие войска предприняли мощную контратаку пехотными частями при поддержке 9 САУ, расчёт Киричека уничтожил четыре САУ и около 50 немецких солдат и офицеров. Когда противник прорвался к позициям расчёта, Киричек вступил в рукопашную схватку. В том бою он уничтожил 17 вражеских солдат и офицеров, был тяжело ранен, потерял убитыми всех своих товарищей из расчёта, но сумел отбросить противника.
Указом Президиума Верховного Совета СССР от 27 июня 1945 года за «мужество, отвагу и героизм, проявленные в борьбе с немецкими захватчиками», гвардии сержант Сергей Киричек был удостоен высокого звания Героя Советского Союза с вручением ордена Ленина и медали «Золотая Звезда» за номером 9097.
В 1946 году Киричек был демобилизован. Вернулся в родное село. В 1949 году Киричек окончил Харьковскую юридическую школу, после чего работал председателем ревизионной комиссии в колхозе. Скончался 21 ноября 1992 года.
Был также награждён орденами Отечественной войны 1-й и 2-й степеней, орденом Красной Звезды, рядом медалей.